# Manuel Ruiz de Salazar
Manuel Ruiz de Salazar Fernández (Salazar, 1807-Madrid, 1882) fue un médico, hidrólogo y académico español.

## Biografía
Nació en la localidad burgalesa de Salazar el 17 de abril de 1807. Hidrólogo, fue doctor en medicina e individuo de número de la Real Academia Nacional de Medicina. Contribuyó como redactor en la Gaceta Médica y el Boletín de Medicina. Presidente de la Sociedad de Hidrología Médica entre 1878 y 1882, en el plano político fue diputado por el distrito burgalés de Medina de Pomar en las elecciones de 1853, así como concejal del Ayuntamiento de Madrid. Fue autor de obras como Descripción geográfica y topográfica del Valle de Toranzo, en la provincia de Santander, y observaciones hidrológicas (1850), entre otras. Falleció el 30 de marzo de 1882, en Madrid.